# Ластиг, Аарон
Аарон Ластиг (англ. Aaron Lustig; род. 17 сентября 1956) — американский актер.

## Биография
Аарон Ластиг родился Рочестере Нью-Йорк. Учился в колледже города Итака, где он получил степень бакалавра, затем учился в институте театра и кино Ли Страсберга.
Аарон Ластиг в основном работал на телевидении, снимаясь в сериалах. В 1997 году был номинирован на премию «Эмми» как лучший актер второго плана в телесериале «Молодые и дерзкие» за роль доктора Тима Рида.
Аарон Ластиг имеет двух детей — Сэма и Эбби.